# Bhagalpur (distrikt)
Bhāgalpur är ett distrikt i Indien.   Det ligger i delstaten Bihar, i den östra delen av landet, 1 000 km öster om huvudstaden New Delhi. Antalet invånare är 3 037 766. Arean är 2 569 kvadratkilometer. Bhāgalpur gränsar till Madhepura och Banka.
Terrängen i Bhāgalpur är platt.
Följande samhällen finns i Bhāgalpur:
- Bhāgalpur
- Bihpur
- Sultānganj
- Naugachhia
- Colgong
- Ghoga